# パリ〜ルーベ2014
パリ〜ルーベ2014は、パリ〜ルーベの112回目のレース。2014年4月13日に行われた。
パヴェのセクター一覧はこちらを参照。

## 参加チーム
UCIプロチーム
| チーム名                           | 国籍           | コード |
| ---------------------------------- | -------------- | ------ |
| AG2R・ラ・モンディアル             | フランス       | ALM    |
| アスタナ                           | カザフスタン   | AST    |
| ベルキン・プロサイクリング・チーム | オランダ       | BEL    |
| BMC・レーシングチーム              | アメリカ合衆国 | BMC    |
| キャノンデール・プロサイクリング   | イタリア       | CAN    |
| FDJ                                | フランス       | FDJ    |
| ガーミン・シャープ                 | アメリカ合衆国 | GRS    |
| ランプレ・メリダ                   | イタリア       | LAM    |
| ロット・ベリソル                   | ベルギー       | LTB    |
| モビスター・チーム                 | スペイン       | MOV    |
| オメガファーマ・クイックステップ   | ベルギー       | OPQ    |
| オリカ・グリーンエッジ             | オーストラリア | OGE    |
| チーム・ユーロップカー             | フランス       | EUC    |
| チーム・ジャイアント＝シマノ       | オランダ       | GIA    |
| カチューシャ                       | ロシア         | KAT    |
| チーム・スカイ                     | イギリス       | SKY    |
| ティンコフ＝サクソ                 | デンマーク     | TCS    |
| トレック・ファクトリー・レーシング | アメリカ合衆国 | TFR    |

招待チーム
- ブルターニュ＝セシェ・アンヴィロンマン（英語版）( フランス BSE)
- コフィディス( フランス COF)
- IAMサイクリング( スイス IAM)
- チーム・ネットアップ＝エンドゥーラ（英語版）( ドイツ TNE)
- トップスポート・フラーンデレン＝バロワーズ（英語版）( ベルギー TSV)
- ユナイテッド・ヘルスケア（英語版）
- ワンティ・グループ・ゴベール（英語版） ( ベルギー WGG)

## 成績
- コンピエーニュ 〜 ルーベ 257km

| 順位 | 選手名                         | 国籍       | チーム                             | 時間          |
| ---- | ------------------------------ | ---------- | ---------------------------------- | ------------- |
| 1    | ニキ・テルプストラ             | オランダ   | オメガファーマ・クイックステップ   | 6時間09分01秒 |
| 2    | ヨーン・デーゲンコルプ         | ドイツ     | チーム・ジャイアント＝シマノ       | +20秒         |
| 3    | ファビアン・カンチェラーラ     | スイス     | トレック・ファクトリー・レーシング | 同            |
| 4    | セップ・ファンマルク           | ベルギー   | ベルキン・プロサイクリング・チーム | 同            |
| 5    | ズデニェク・シュティバル       | チェコ     | オメガファーマ・クイックステップ   | 同            |
| 6    | ペテル・サガン                 | スロバキア | キャノンデール・プロサイクリング   | 同            |
| 7    | ゲラント・トーマス             | イギリス   | チーム・スカイ                     | 同            |
| 8    | セバスティアン・ランゲヴェルト | オランダ   | ガーミン・シャープ                 | 同            |
| 9    | ブラッドリー・ウィギンス       | イギリス   | チーム・スカイ                     | 同            |
| 10   | トム・ボーネン                 | ベルギー   | オメガファーマ・クイックステップ   | 同            |